# José Francisco de Heredia
José Francisco de Heredia y Mieses (Santo Domingo, 1 de diciembre de 1766 - 31 de octubre de 1820, Ciudad de México.) fue un político criollo y autor.

## Biografía y trayectoria profesional
Era hijo del capitán de milicias Manuel Heredia y Serrano y de María Francisca de Mieses de Guridi. Tuvo un doctorado en Derecho en la Universidad Santo Tomás de Aquino. Ante la revolución haitiana y opuesto a la liberación de los esclavos, en 1801 se traslada a Coro, en la Capitanía General de Venezuela. Estuvo casado con María de la Merced Heredia y Campuzano-Polanco. También era padre del poeta liberal José María Heredia. Dos años después sale para Cuba, donde es juez de bienes de difuntos en Santiago de Cuba. En 1805, era receptor de penas de cámara y asesor de intendencia en Florida Occidental. Durante un viaje su barco fue asaltado y llevado a Jamaica, siendo liberado un año después. 
Vivió en La Habana y Veracruz desde 1808 hasta 1810, en donde es nombrado oidor de la Audiencia de Caracas. No pudo llegar a la capital venezolana por la revolución y se instaló en Maracaibo- Intentó impedir el conflicto pero viendo que no tenía apoyo, se fue en Santo Domingo. Fue enviado de vuelta y se enfrentó en Caracas a las ejecuciones sumarias de Domingo de Monteverde. En 1817, fue enviado a servir en la Audiencia de México, donde años después murió como alcalde de crimen.